# Scotopteryx virgaria
Scotopteryx virgaria là một loài bướm đêm trong họ Geometridae.